# Salmo akairos
Salmo akairos is een soort forel die behoort tot de zalmen (onderfamilie Salmoninae, familie Salmonidae).  Het is een in 2005 beschreven inheemse soort uit het Ifnimeer (een bergmeer in het Atlasgebergte) in het Nationale Park Toubkal in Marokko. 

## Beschrijving
Salmo akairos is een kleine soort forel die maar 18 cm wordt. Er zijn geen zwarte vlekjes op het lijf en de voorkant van de rugvin en de aarsvin hebben contrastrijke, zwart-witte randen. De vis leeft van zoöplankton vooral cyclops, insecten en ook kiezelalgen.